# Строительный (Тамбовская область)
Строительный — посёлок в Бондарском районе Тамбовской области России. Входит в состав Бондарского сельсовета.

## География
Посёлок находится на северо-востоке центральной части Тамбовской области, в лесостепной зоне, в пределах северо-восточной части Тамбовской равнины, к западу от реки Большой Ломовис, при автодороге 68Н-001, на расстоянии примерно 21 километра (по прямой) к востоку от села Бондари, административного центра района.

### Климат
Климат умеренно континентальный, относительно сухой, с холодной продолжительной зимой и тёплым летом. Средняя температура воздуха самого холодного месяца (января) — −11,5 — −10,5 °C (абсолютный минимум — −30 °C); самого тёплого месяца (июля) — 19,5 — 20,5 °C (абсолютный максимум — 32 °С). Среднегодовое количество атмосферных осадков составляет около 501 мм, из которых большая часть выпадает в тёплый период. Продолжительность залегания снежного покрова составляет в среднем 135 дней.

### Часовой пояс
Посёлок Строительный, как и вся Тамбовская область, находится в часовой зоне МСК (московское время). Смещение применяемого времени относительно UTC составляет +3:00.

## Население
| 2002 | 2010 |
| ---- | ---- |
| 466  | ↗482 |

### Половой состав
По данным Всероссийской переписи населения 2010 года в гендерной структуре населения мужчины составляли 51,5 %, женщины — соответственно 48,5 %.

### Национальный состав
Согласно результатам переписи 2002 года, в национальной структуре населения русские составляли 99 % из 466 чел.